# Pierre Joseph Christian Lapi
Pierre Joseph Christian Lapi, né le 16 mars 1766 à Porto-Ferrajo (Île d'Elbe), mort le 5 août 1854 à Montaione (Italie), est un médecin et général italien du Premier Empire.

## États de service
Médecin sur l’Île d'Elbe, il exerce d’importantes fonctions sous le règne de Napoléon qui le nomme général de brigade le 3 mai 1815 et lui confie l’administration de l’ile à son départ.
Lors du retour des Bourbons, sa promotion au grade de général est annulée par ordonnance du 1er août 1815.
Il meurt le 5 août 1854, à Montaione.

## Sources
- (en) « Generals Who Served in the French Army during the Period 1789 - 1814: Eberle to Exelmans »
- Thierry Pouliquen, « Les généraux français et étrangers ayant servis [sic] dans la Grande Armée » (consulté le 6 août 2015)
- Napoléon Bonaparte, Mémoires de Napoléon, l’île d’Elbe et les Cent-Jours, édition Tallandier, Paris, 2013.
- (pl) « Napoléon.org.pl »